# Koshisaurus
Koshisaurus – rodzaj wymarłego dinozaura, ornitopoda z grupy hadrozauroidów. W rodzaju wyróżnia się pojedynczy gatunek, Koshisaurus katsuyama, co czyni rodzaj taksonem monotypowym. Pozostałości znaleziono w Japonii, na terenie prefektury Fukui. Znajdywały się w skałach formacji Kitadani, które datuje się na kredę dolną. Żył mniej więcej w tych samych czasach co fukuizaur. Koshisaurus należy do bazalnych przedstawicieli tej grupy ptasiomiednicznych, zdaje się jednak bardziej zaawansowany ewolucyjnie od fukuizaura czy też Proa. Spośród swych krewnych wyróżniał się kombinacją cech kości szczękowej, kręgów, miednicy i kości udowej. Na dowód tego, iż należał do najpierwotniejszych z Hadrosauroidea, autorzy podają dół przedoczodołowy i 3 pomocnicze grzebienie na zębach kości szczękowej (podobne wymieniają u Xuwulong, Jinzhousaurus czy Altirhinus, zwracając zarazem uwagę na brak u rzeczonych taksonów wspomnianego dołu).

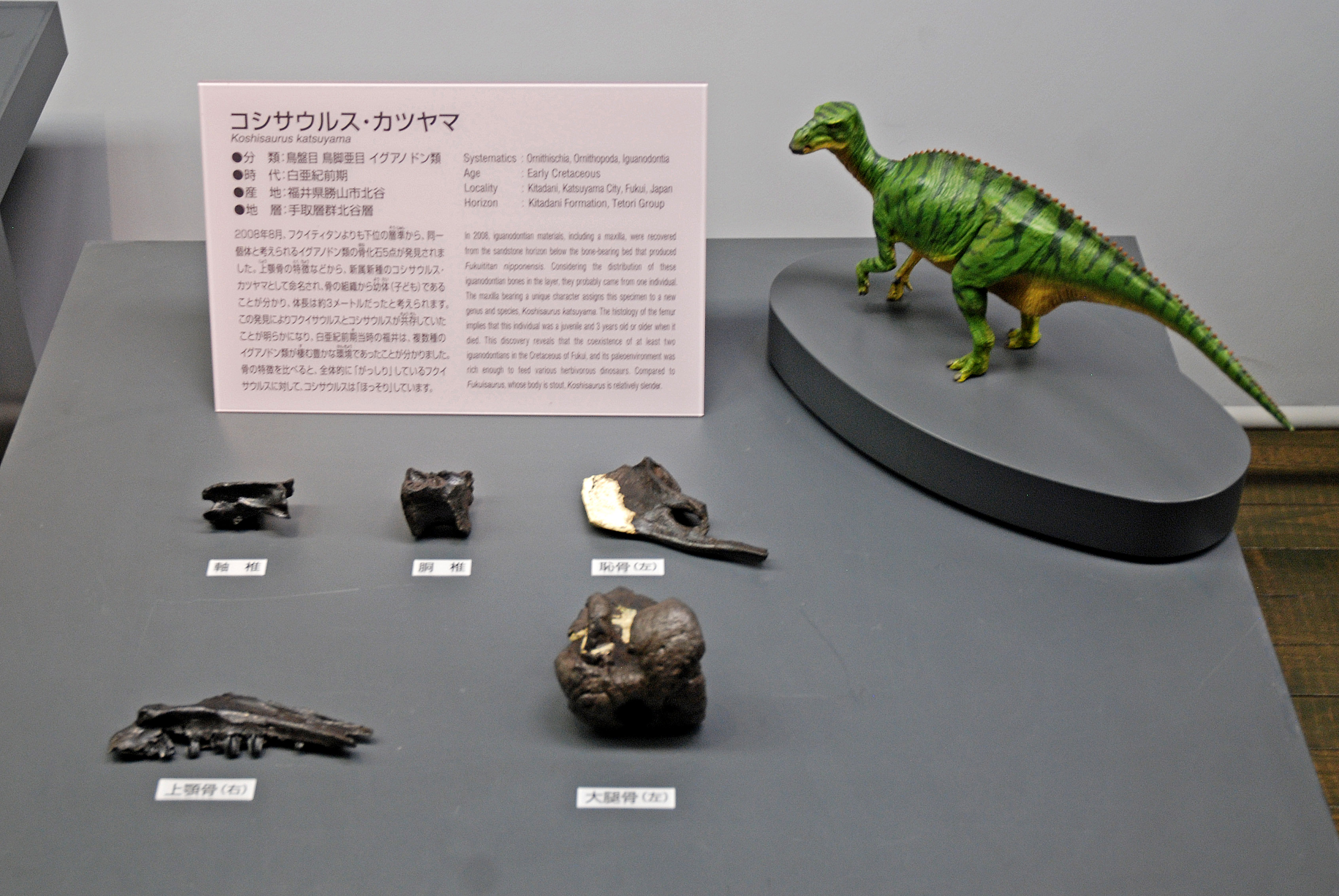
Kości Koshisaurus i rekonstrukcja

Formacja Kitadani, zwana również Okurodani, powstała z osadów rzecznych bądź na skutek działania wód brachicznych. Formacja ta zalicza się do podgrupy Akaiwa, a ta z kolei do grupy Tetori. Wiek powstania skał szacuje się na od późnego hoterywu do barremu. Znana jest z następujących skamieniałości: szczątki iguanodonów, Fukuiraptor, ponadczterometrowy przedstawiciel karnozaurów, zęby zauropoda, krokodylomorf z rodziny Goniopholididae, żółwie Adocidae, Nanhsiungchelyidae oraz być może Synemydidae, ryby. Ponadto w 2010 ze skał Tetori opisano zauropoda z grupy Titanosauriformes nazwanego Fukuititan, a w 2016 niewielkiego teropoda Fukuivenator. Fukuivenator i Fukuititan odkryto w wyższych warstwach formacji Kitadani, tak jak Koshisaurus. Szczątki fukuizaura leżały w głębszych jej osadach, wraz z Fukuiraptor. Towarzyszyły im skamieniałości krokodyli, ryb i żółwi. Pterozaury w skałach tej formacji reprezentował Pteraichnus nipponensis.